# Golfingia quadrata
Golfingia quadrata är en stjärnmaskart som först beskrevs av Ikeda 1905.  Golfingia quadrata ingår i släktet Golfingia och familjen Golfingiidae. Inga underarter finns listade i Catalogue of Life.